# Elecciones al Parlamento Europeo de 2019 (Croacia)
Las elecciones al Parlamento Europeo de 2019 en Croacia se realizaron el 26 de mayo de 2019, con el propósito de elegir a los eurodiputados croatas del Parlamento Europeo.
Fue la primera elección que se realizó a nivel nacional desde las elecciones parlamentarias de 2016, después de las cuales el centroderechista HDZ formó un gobierno de coalición, primero con el centroderechista MOST y luego en junio de 2017 con el centrista SNP. Las elecciones europeas fueron una importante prueba electoral para el centroizquierdista SDP, que participó en todas las elecciones nacionales desde 2011 en una coalición, pero se presentó solo en esta elección. Esta elección mostraría si el SDP podía seguir siendo el mayor partido de oposición. Otros contendientes para ese puesto eran el partido euroescéptico Živi zid y la recién formada Coalición Ámsterdam.
En las elecciones al Parlamento Europeo de 2014, a Croacia se le asignaron 11 escaños y recibió uno adicional luego de la salida del Reino Unido de la Unión Europea. Todo el país forma una circunscripción única, con 12 miembros elegidos por representación proporcional utilizando listas abiertas y el método D'Hondt.

## Resultados
| Lista                                            | Lista                                                                      | Grupo | Votos     | %     | Escaños |
| ------------------------------------------------ | -------------------------------------------------------------------------- | ----- | --------- | ----- | ------- |
|                                                  | Unión Democrática Croata (HDZ)                                             | PPE   | 244.076   | 22,73 | 4       |
|                                                  | Partido Socialdemócrata de Croacia (SDP)                                   | S&D   | 200.976   | 18,71 | 4       |
|                                                  | Soberanistas Croatas (HS)                                                  | -     | 91.546    | 8,52  | 1       |
| Partido Conservador Croata (HKS)                 | ECR                                                                        | 1     | 91.546    | 8,52  |         |
| Partido Croata de los Derechos (HSP)             | -                                                                          | -     | 91.546    | 8,52  |         |
| Crecimiento Croata (HRAST)                       | -                                                                          | -     | 91.546    | 8,52  |         |
| Patriotas Croatas Unidos (UHP)                   | -                                                                          | -     | 91.546    | 8,52  |         |
|                                                  | Candidato independiente (Mislav Kolakušić)                                 |       | 84.765    | 7,89  | 1       |
|                                                  | Escudo Humano                                                              | EFDD  | 60.847    | 5,67  | 1       |
|                                                  | Coalición Ámsterdam                                                        | -     | 55.806    | 5,20  | 1       |
| Asamblea Democrática Istriana (ID)               | -                                                                          | 1     | 55.806    | 5,20  |         |
| Partido Campesino Croata (HSS)                   | -                                                                          | -     | 55.806    | 5,20  |         |
| Alianza Cívica Liberal (GLAS)                    | -                                                                          | -     | 55.806    | 5,20  |         |
| Partido Croata de los Pensionados (HSU)          | -                                                                          | -     | 55.806    | 5,20  |         |
| Laboristas Croatas - Partido del Trabajo (HL-SR) | -                                                                          | -     | 55.806    | 5,20  |         |
| Demócratas (D)                                   | -                                                                          | -     | 55.806    | 5,20  |         |
| Alianza de Primorje-Gorski Kotar (PGS)           | -                                                                          | -     | 55.806    | 5,20  |         |
|                                                  | Puente de Listas Independientes (MOST)                                     | -     | 50.257    | 4,68  | -       |
|                                                  | Candidata independiente (Marijana Petir)                                   | -     | 47.358    | 4,41  | -       |
|                                                  | Independientes por Croacia - Partido Croata de los Derechos (NHR–HSP)      | -     | 46.970    | 4,37  | -       |
|                                                  | Partido Democrático Independiente Serbio (SDSS)                            | -     | 28.597    | 2,66  | -       |
|                                                  | Partido Popular Croata - Liberal Demócratas (HNS–LD)                       | -     | 27.958    | 2,60  | -       |
|                                                  | Partido de la Anticorrupción, el Desarrollo y la Transparencia (Start)     | -     | 21.744    | 2,02  | -       |
|                                                  | Bandić Milan 365 - Partido del Trabajo y la Solidaridad (BM 365)           | -     | 21.175    | 1,97  | -       |
|                                                  | - Desarrollo Sostenible de Croacia (ORaH) - Možemo! - Nueva Izquierda (NL) | -     | 19.313    | 1,80  | -       |
|                                                  | Pametno - Unión del Carnaro                                                | -     | 15.074    | 1,40  | -       |
|                                                  | Partido Popolar - Reformista                                               | -     | 9.971     | 0,93  | -       |
|                                                  | Lista Verde (ZL)                                                           | -     | 5.972     | 0,56  | -       |
|                                                  | Partido Social-Liberal Croata (HSLS)                                       | -     | 5.876     | 0,55  | -       |
|                                                  | Partido Democrático Croata (HDS)                                           | -     | 5.610     | 0,52  | -       |
|                                                  | Otros partidos                                                             | -     | 30.063    | 2,80  | -       |
| Total                                            | Total                                                                      | Total | 1.073.954 |       | 12      |